# Eliseu Trenc i Ballester
Eliseu Trenc Ballester (Maseras, País de Foix, 1944) és un historiador de l'art i professor de literatura hispànica, fill d'exiliats d'Albelda, la Llitera.

## Biografia
A París es llicencià en Lletres d'espanyol (1968) i en Història de l'Art i d'Arqueologia (1980). Va viure uns anys a Barcelona, on la seva assistència als cursos per a estrangers de l'IEC li desvetllà un interès especial per la seva cultura familiar. El 1987 esdevingué Maître de conférences a la Universitat de Rennes 2, d'on passà el 1991 a La Sorbona, Universitat de Paris III, fins al 1996, any en què guanyà el càrrec de Professeur (catedràtic) d'espanyol a la Université de Reims Champagne-Ardenne, on encara exerceix.
El seu camp principal de recerca és la Història de l'art català dels XIX i XX, amb un interès particular per les arts gràfiques (gravat, arts del llibre, cartell, publicitat impresa), el Modernisme català, les relacions entre la literatura i l'art del Simbolisme i les relacions artístiques entre França i Catalunya.
És membre corresponent a París de la Reial Acadèmia Catalana de Belles Arts de Sant Jordi des del 1993 i de l'Institut d'Estudis Catalans des del 2008, i ha estat president de l'Associació Francesa de Catalanistes, del 2002 al 2004, entitat de la que ara és president d'honor. És vicepresident de la Societat dels Hispanistes Francesos (des 2004). És oficial de l'Orde de les Palmes Acadèmiques de França des del 2001.

## Llibres i treballs
La seva tesi, Les Arts Graphiques de l'époque moderniste à Barcelone, del 1974, fou publicada a Barcelona en doble edició catalana i castellana (1977), llibre que des d'aleshores ha esdevingut clàssic en aquesta matèria.
Altres llibres importants d'ell són Alexandre de Riquer (1856-1920), The British Connection in Catalan Modernism (Sheffield 1988, en col·laboració amb Alan Yates), la monografia més completa existent sobre Alexandre de Riquer (Barcelona 2000) o Barcelone des avantgardes (París 2001, en col·laboració amb Brigitte Léal).
Ha estat editor de Les avant-gardes en Catalogne (París 1995, amb Serge Salaün), La prensa ilustrada en España (Montpeller 1996), Au bout du voyage, l'île: mythe et réalité (Reims 2001) i La recepció de la literatura catalana a Europa, (Montpeller 2004, amb Montserrat Roser). Ha publicat capítols de l'obra col·lectiva Art de Catalunya (Barcelona 2000-2001) i capítols cabdals de l'obra El Modernisme (Barcelona 2002-2003), tema del que és sens dubte un dels màxims especialistes. Ha col·laborat en una trentena de catàlegs d'exposicions especialment sobre el Modernisme (Ramon Casas, el Simbolisme, Xavier Gosé, William Morris, Alexandre de Riquer, Apel·les Mestres, Manolo Hugué, Santiago Rusiñol, Joaquim Mir, Mateo Hernández, etc.) i ha publicat articles de recerca sobre William Degouve de Nuncques, ex-libris, Joseph Flaugier, Ferran Canyameres, l'art contemporani i el còmic. Ha col·laborat sovint a revistes i periòdics catalans.